# マダム・フローレンス! 夢見るふたり
『マダム・フローレンス! 夢見るふたり』（マダム・フローレンス ゆめみるふたり、Florence Foster Jenkins）は、2016年のイギリスの映画。日本での公開は2016年12月1日。
第29回東京国際映画祭特別招待作品（オープニング作品）。

## キャスト
※括弧内は日本語吹替
- フローレンス・フォスター・ジェンキンス - メリル・ストリープ（駒塚由衣）
- シンクレア・ベイフィールド（英語版） - ヒュー・グラント（森田順平）
- コズメ・マクムーン（英語版） - サイモン・ヘルバーク（手塚祐介）
- キャサリン - レベッカ・ファーガソン（恒松あゆみ）
- アグネス・スターク - ニーナ・アリアンダ（藤田奈央）

## 評価
英のBBCは、2016年の映画トップ10で本作を9位に選出している。

### 受賞
| 年   | 映画賞                     | 賞                                      | 対象                                     | 結果       | 出典        |
| ---- | -------------------------- | --------------------------------------- | ---------------------------------------- | ---------- | ----------- |
| 2016 | 第22回放送映画批評家協会賞 | コメディ映画女優賞                      | メリル・ストリープ                       | 受賞       | [ 5 ]       |
| 2016 | 第22回放送映画批評家協会賞 | コメディ映画男優賞                      | ヒュー・グラント                         | ノミネート | [ 5 ]       |
| 2016 | 英国映画賞                 | 主演男優賞                              | ヒュー・グラント                         | 受賞       | [ 6 ]       |
| 2017 | 第74回ゴールデングローブ賞 | 作品賞 (ミュージカル・コメディ部門)     |                                          | ノミネート | [ 7 ] [ 8 ] |
| 2017 | 第74回ゴールデングローブ賞 | 主演男優賞 (ミュージカル・コメディ部門) | ヒュー・グラント                         | ノミネート | [ 7 ] [ 8 ] |
| 2017 | 第74回ゴールデングローブ賞 | 主演女優賞 (ミュージカル・コメディ部門) | メリル・ストリープ                       | ノミネート | [ 7 ] [ 8 ] |
| 2017 | 第74回ゴールデングローブ賞 | 助演男優賞                              | サイモン・ヘルバーク                     | ノミネート | [ 7 ] [ 8 ] |
| 2017 | 第70回英国アカデミー賞     | 主演女優賞                              | メリル・ストリープ                       | ノミネート | [ 9 ]       |
| 2017 | 第70回英国アカデミー賞     | 助演男優賞                              | ヒュー・グラント                         | ノミネート | [ 9 ]       |
| 2017 | 第70回英国アカデミー賞     | 衣裳デザイン賞                          | コンソラータ・ボイル                     | ノミネート | [ 9 ]       |
| 2017 | 第70回英国アカデミー賞     | メイクアップ&ヘア賞                     | J・ロイ・ヘランド ダニエル・フィリップス | 受賞       | [ 9 ]       |